# Coniopteryx nanningana
Coniopteryx nanningana är en insektsart som beskrevs av Z.-q. Liu, C.-k. Yang in C. Yang och Liu 1994. Coniopteryx nanningana ingår i släktet Coniopteryx och familjen vaxsländor. Inga underarter finns listade i Catalogue of Life.